# هورست سيغيل
هورست سيغيل (بالتشيكية: Horst Siegl)‏ (15 فبراير 1969 في التشيك - ) هو لاعب كرة قدم تشيكي (وحمل سابقاً جنسية تشيكوسلوفاكيا) في مركز الهجوم. شارك مع منتخب تشيكوسلوفاكيا لكرة القدم ومنتخب جمهورية التشيك لكرة القدم. أما مع النوادي، فقد لعب مع سبارتا براغ وفيكتوريا بلزن ونادي كايزرسلاوترن وFK Hvězda Cheb ‏ ونادي بريبرام وFK Chmel Blšany ‏ وFK Baník Most 1909 ‏.

## وصلات خارجية
- هورست سيغيل على موقع الاتحاد الدولي (مؤرشف)  (الإنجليزية)
- هورست سيغيل على موقع الاتحاد الأوربي (الإنجليزية)
- هورست سيغيل على موقع الاتحاد التشيكي (الإنجليزية)
- هورست سيغيل على موقع قاعدة بيانات كرة القدم.إي يو (الإنجليزية)
- هورست سيغيل على موقع ناشيونال فوتبول تيمز (الإنجليزية)
- هورست سيغيل على موقع عالم كرة القدم.نت (الإنجليزية)